# Kanton Sète-1
Sète-1 is een voormalig kanton van het Franse departement Hérault. Het kanton maakte deel uit van het arrondissement Montpellier.
Het kanton omvatte uitsluitend een deel van de gemeente Sète.
Het werd bij decreet van 26 februari 2014, met uitwerking op 22 maart 2015, samengevoegd met kanton Sète-2 tot het nieuwe kanton Sète.